# لؤي عمران
لؤي عمران  مواليد (6 نوفمبر 1978 -) ممثل ومقدم برامج مصري عمل كعارض أزياء لعدة سنوات في بداية مشواره طوال فترة دراسته الجامعية ولمدة سنتين بعد تخرجه، كان لؤي عداء محترف، وعلى مدار سبع سنوات أحرز العديد من الألقاب والميداليات المصرية كما كان لؤي في تلك الفترة أحد أعضاء المنتخب المصري لألعاب القوى، بالإضافة إلى احترافه العدو مارس رياضات أخرى مثل السباحة والفروسية.

## عن حياته
عقب تخرجه في كلية الهندسة قسم عمارة وحصوه علي ماجستير في العمارة الإسلامية من الجامعة الأمريكية، فضل لؤي عمران مجالاً مختلفاً، فبدأ عمله كعارض أزياء لمدة 5 سنوات ثم تعرف سنة 1998علي سناء منصور رئيس القطاع الفضائي وقتها والتي شجعته علي العمل مذيعاً لمدة خمس سنوت في قناتي دريم والفضائية المصرية إلي أن قدم دوراً من 51 مشهداً مع المخرج رأفت الميهي في فيلم «علشان ربنا يحبك» في تجربة وصفها بأنها فرصة عمره لكنه أصيب بالإحباط بعد عرضه بسبب فشله الجماهيري حيث لم تتعد إيراداته حاجز ال150 ألف جنيه.
لؤي يصور حالياً مسلسل «أسلحة الدمار الشامل» ويجسد خلاله دور شاب مدمن يعاني من الإحباط والطموح الضائع.
يقول لؤي أعجبتني شخصية رامي فهو شاب من واقع المجتمع الذي نعيشه، فهو موهوم ويعتقد أنه موهوب في التمثيل والغناء وحين يفشل في تحقيق حلمه يدمن المخدرات ويتم إيداعه بمستشفي يديرها د. يوسف «توفيق عبد الحميد».
بعد فشل تجربة لؤي في السينما ابتعد عن الفن محبطاً حتي عام 2002 ثم عاد بأدوار قصيرة في عدة مسلسلات مثل «الأحلام البعيدة» مع غادة عبد الرازق وكمال أبو رية والمخرج حسن حافظ، ثم شارك بدور أكبر في مسلسل من إنتاج أم بي سي عنوانه «رمال» قدم فيه شخصية يوسف وهو واحد من خمسة أصدقاء أبطال المسلسل يعملون في منتجع سياحي فيما يمتلك هو مركزاً لتعليم الغطس، ومساحة ذلك الدور أعطته الأمل من جديد - بحسب تعبيره - فجاء ترشيحه لـ«أسلحة الدمار الشامل» من مؤلف ومخرج العمل د. عصام الشماع وزكاه توفيق عبد الحميد بطل المسلسل.
ويؤكد لؤي تفاؤله بالعمل في الدراما التليفزيونية مشيراً إلي أن السينما أصبحت لها حساباتها حيث نجد وجوهاً جديدة بأدوار كبيرة في أعمال ضخمة لمجرد أنهم أقارب لأحد الفنانين الكبار في حين أن كثيراً من الموهوبين يحصلون علي الفرص بصعوبة شديدة.
شارك في فيلم اكس لارج مع الممثل احمد حلمي وذلك بدور اشرف

## روابط خارجية
- لؤي عمران على موقع الدهليز
- لؤي عمران على موقع قاعدة بيانات الأفلام العربية